# Dolcelatte
Dolcelatte (en français, « lait doux ») est un fromage italien à pâte persillée. Ce fromage est fabriqué à partir de lait de vache et a un goût sucré
Dolcelatte a été créé par la société Galbani (qui fait partie du Groupe Lactalis depuis 1976) et le nom est une marque déposée. Dolcelatte a été développé pour le marché britannique pour fournir une variante à l'odeur et au goût plus doux du fromage italien bleu traditionnel, le gorgonzola. On en parle d'ailleurs parfois comme du Gorgonzola Dolce,.